# かおかおパンダ
かおかおパンダ（かおかおぱんだ）は、日本のアーティスト、画家、波乗り。
北海道生まれ。神奈川県鎌倉市在住。女子美術大学卒業。